# العريش (يريم)

تعديل مصدري - تعديل

العريش هي إحدى قرى عزلة عبيدة بمديرية يريم التابعة لمحافظة إب، بلغ تعداد سكانها 263 نسمة حسب تعداد اليمن لعام 2004.